# Atimia hoppingi
Atimia hoppingi är en skalbaggsart som beskrevs av Linsley 1939. Atimia hoppingi ingår i släktet Atimia och familjen långhorningar. Inga underarter finns listade.